# Ma'an, Syria
Ma'an (tiếng Ả Rập: معان, cũng đánh vần Maan) là một thị trấn ở miền bắc Syria, một phần hành chính của Tỉnh Hama, nằm ở phía bắc Hama. Các địa phương lân cận bao gồm Suran ở phía tây nam, Murik ở phía tây bắc, al-Tamaanah ở phía bắc, Atshan ở phía đông bắc, Tuleisa ở phía đông, Fan al-Shamali ở phía đông nam và Kawkab ở phía nam. Theo Cục Thống kê Trung ương Syria, Ma'an có dân số 1.561 người trong cuộc điều tra dân số năm 2004. Cư dân của nó chủ yếu là Alawites.
Vào cuối tháng 12 năm 2012, trong cuộc nội chiến ở Syria, các chiến binh phiến quân Hồi giáo từ Mặt trận al-Nusra đã chiếm các phần lớn của thị trấn như một phần của cuộc tấn công rộng lớn hơn ở Tỉnh Hama. Trong trận chiến, 11 phiến quân và 20 binh sĩ Quân đội Syria đã thiệt mạng. Đó là nơi xảy ra vụ thảm sát Maan năm 2014. Vào ngày 13 tháng 10 năm 2016, thị trấn đã được Quân đội Ả Rập Syria giải phóng.